# Eucalyptus robusta
Eucalyptus robusta Sm. é uma espécie arbórea do género Eucalyptus, nativa do leste da Austrália, frequentemente utilizada em silvicultura.

## Descrição
Mesofanerófito com 20–30 metros de altura, com troco aprumado que pode atingir 1 m de diâmetro. Tem uma copa densa e irregular, composta por ramos longos e desiguais. O ritidoma é castanho avermelhado, rugoso; as folhas são alongadas, verde escuro, com 10–17 cm de comprimento; as flores são de cor branca ou creme, agrupadas em inflorescências de 7-13 flores.

## Taxonomia
Os primeiros espécimes de E. robusta foram colectadas por John White, cirurgião e naturalista da Royal Navy. A descrição original foi publicada por James Edward Smith na sua obra Zoology and Botany of New Holland (1793), escrita em colaboração com George Shaw. Pouco depois a descrição foi republicada, verbatim, na obra A Specimen of the Botany of New Holland, também da autoria de James Edward Smith, sendo esta a publicação que em geral é creditada como descrevendo o taxon. Smith deu à nova espécie o epíteto específico robusta devido ao tamanho e resistência da árvore.
Sinónimos taxonómicas da espécie incluem:
- Eucalyptus robusta var. bivalva Blakely
- Eucalyptus robusta var. bivalvis (Blakely) Blakely
- Eucalyptus robusta Sm. var. robusta
- Eucalyptus multiflora Poir.
- Eucalyptus multiflora Poir. var. multiflora
- Eucalyptus multiflora var. bivalva Blakely
- Eucalyptus multiflora var. bivalvis Blakely

Estão identificados vários híbridos entre E. robusta e outras espécies do género Eucalyptus.

## Distribuição e habitat
A espécie ocorre em áreas pantanosas e nas margens de estuários, numa estreita faixa costeira, geralmente de poucos quilómetros de largura, desde Rockhampton, Queensland para sul até Jervis Bay, New South Wales. è frequentemente plantada como árvore para madeira, sendo considerada invasora no Brasil, no Hawaiʻi e na Réunion.

## Usos
O cerne da sua madeira, de cor castanho claro e avermelhada e com textura grosseira, é muito duradouro e resistente ao ataque de organismo marinhos perfuradores. É utilizado para a construção de pilares em pontões, cais e outras estruturas marítimas e portuárias e para postes de vedações. A densidade da sua madeira é de aproximadamente 769 kg/m³ (48 lbs/ft³)